# Shiokara
Shiokara (塩辛 (Diêm Tân) có nghĩa là "vị mặn-cay"), là một món ăn thuộc nền Ẩm thực Nhật Bản được chế biến từ nhiều loại hải sản cùng một vài mẩu thịt nhỏ trong một hỗn hợp sền sệt màu vàng nâu của phủ tạng được lên men và ướp muối của nhiều loại động vật khác nhau.

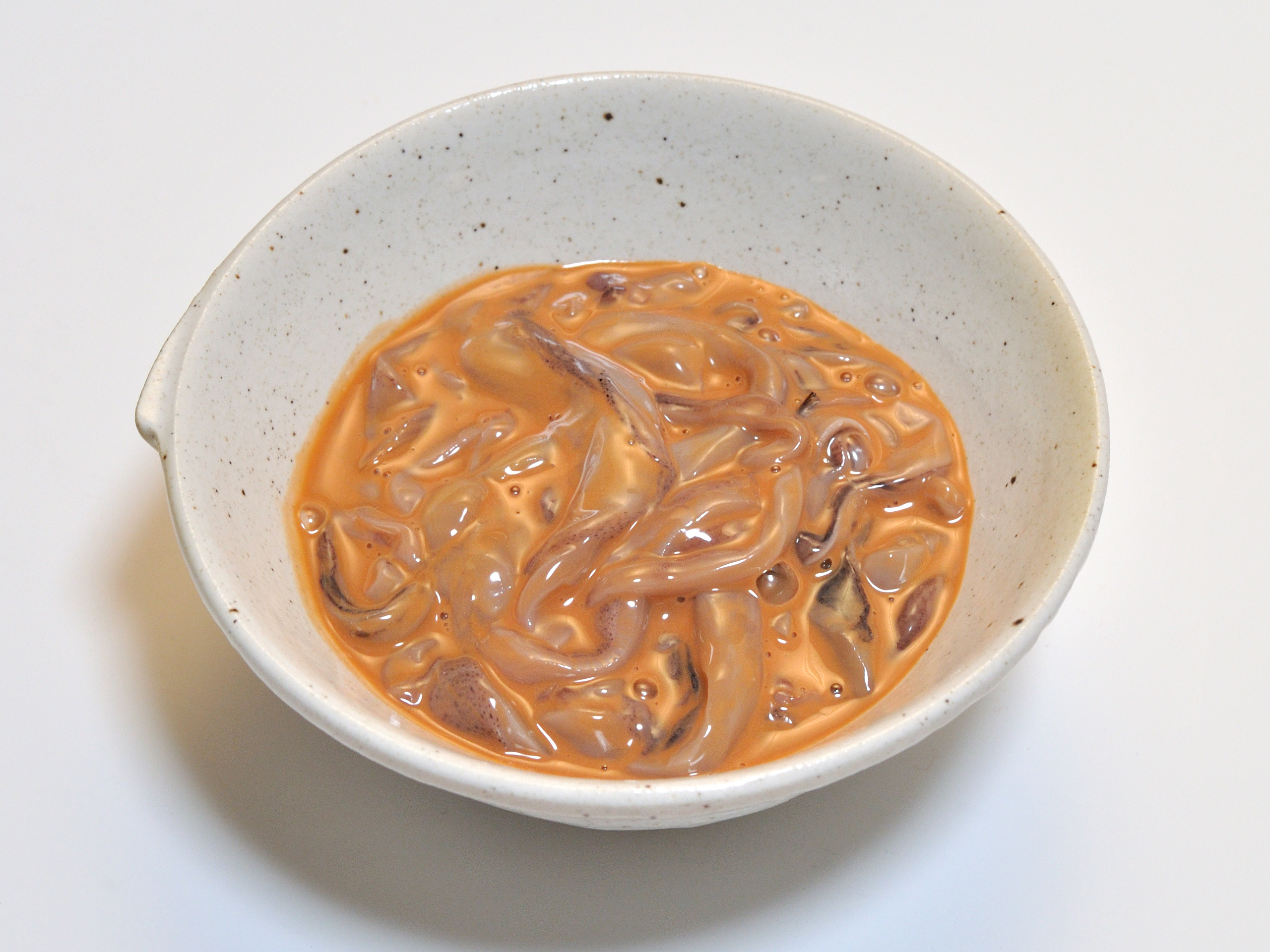
Ika no Shiokara

Khi chế biến Shiokara, phần nội tạng sống sẽ được trộn với 10% muối, 30% bột gạo mạch nha, tất cả đều được gói trong lọ kín và được ủ men trong thời gian tối đa là một tháng. Món ăn này thường được bán trong những chiếc bình đựng được làm từ thủy tinh hoặc nhựa.
Shiokara có vị mặn và mùi tanh tương tự như món cá cơm muối của châu Âu, nhưng món ăn này có kết cấu khác. Là một trong những ''Chinmi'' (từ này nghĩa là "mùi vị hiếm có") được biết tới nhiều nhất, món ăn này có mùi vị khá mạnh và hương vị hấp dẫn, ngay cả đối với khẩu vị của người Nhật bản địa.
Món ăn này cũng từng là nguồn cung cấp protein quý giá trong thời kỳ hậu chiến của Nhật Bản vì tình trạng kham hiếm thực phẩm, cũng như việc không có điều kiện làm lạnh thức ăn thời bấy giờ. Sau này, món ăn tiếp tục trở thành một loại gia vị ăn với cơm và được phục vụ trong các quán rượu.
Một trong những cách để tận hưởng hương vị của Shiokara đó là: Đầu tiên hãy húp sạch toàn bộ món ăn chỉ với một ngụm, sau đó uống ngay một chai rượu Whisky. Một vài quán bar tại Nhật Bản chỉ chuyên nấu và phục vụ Shiokara.

## Phân loại

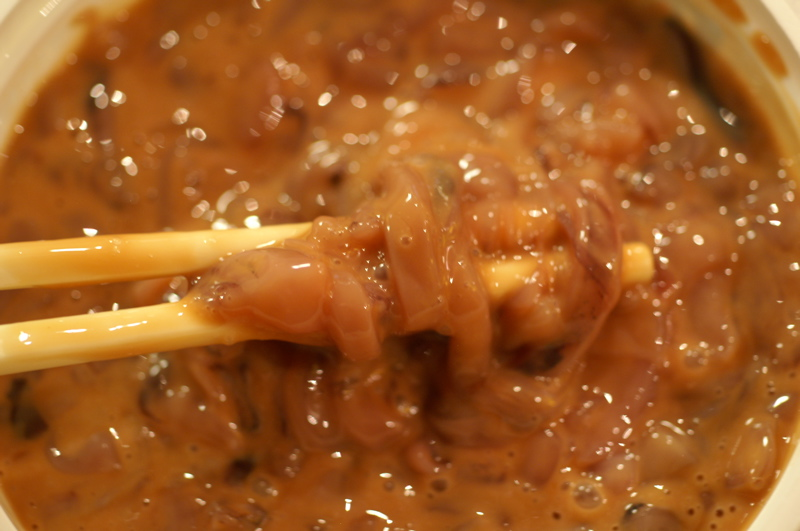
Dùng Đũa ăn Iku no Shiokara.

- Ika no shiokara—được chế biến từ mực nang, đây là loại phổ biến nhất
- Hotaruika no shiokara—được chế biến từ mực đom đóm
- Katsuo no shiokara—được chế biến từ cá ngừ vằn
- Kaki no shiokara—được chế biến từ hàu
- Uni no shiokara—được chế biến từ trứng nhím biển
- Ami no shiokara—được chế biến từ Mysidacea, một loài giáp xác giống nhuyễn thể.

Ngoài ra còn có một số loại Shiokara có tên gọi đặc biệt:
- Ganzuke — được chế biến từ cua giò
- Konowata — được chế biến từ dưa chuột biển
- Mefun — được chế biến từ cá hồi Chum
- Uruka (shiokara) — được chế biến từ cá nước ngọt Ayu
- Shuto — được chế biến từ cá ngừ vằn (katsuo).